# Гранд-канал
Гранд-канал (итал. Canal Grande) — самая известная протока в Венеции между островами лагуны, одним из которых является Риальто.

## История

Карта Венеции с каналом посередине, 1729 год.

Видимо из-за канала изначально остров и назвали Риальто. Латинское rivus altus, то есть «проток глубокий», модифицировалось в название. Является одной из главных транспортных артерий города.
Канал проходит через весь город. Начинаясь с лагуны у вокзала, он проходит через весь город, повторяя перевернутую букву S и заканчивается, соединяясь с каналом Сан-Марко и каналом Ла-Джудекка у здания таможни.
Длина канала составляет 3800 метров, ширина — от 30 до 70 метров, глубина — порядка 5 метров.
Набережных у канала практически нет, их заменяют фасады домов, выходящих на канал. Эти дома, как правило, построены на сваях (причём деревянных), при этом имеют два выхода — на сушу и на воду.
Гранд-канал — сосредоточение самых красивых зданий города. Именно из-за этого венецианцы называют свою главную водную артерию — «Канал-дворец» (итал. Canalazzo). На берегах канала стоят более 100 дворцов, среди них: Ка' Реццонико, Ка' д'Оро, Ка' Фоскари, Палаццо Барбариго и многие другие.
Поскольку основное движение сосредоточено вдоль канала, то через водную артерию проложено всего лишь четыре пешеходных моста: мост Риальто, мост Академии, мост Скальци и мост Конституции между вокзалом и пьяцалле Рома.
Перемещаться по каналу можно на гондолах или на мини-теплоходе — вапоретто. Альтернативу мостам при пересечении каналов могут составить трагетто.
В 1896 году оператор Александр Промио осуществил первую в мире съёмку в движении. Промио снимал камерой, установленной на лодке, плывущей по каналу.

## Галерея

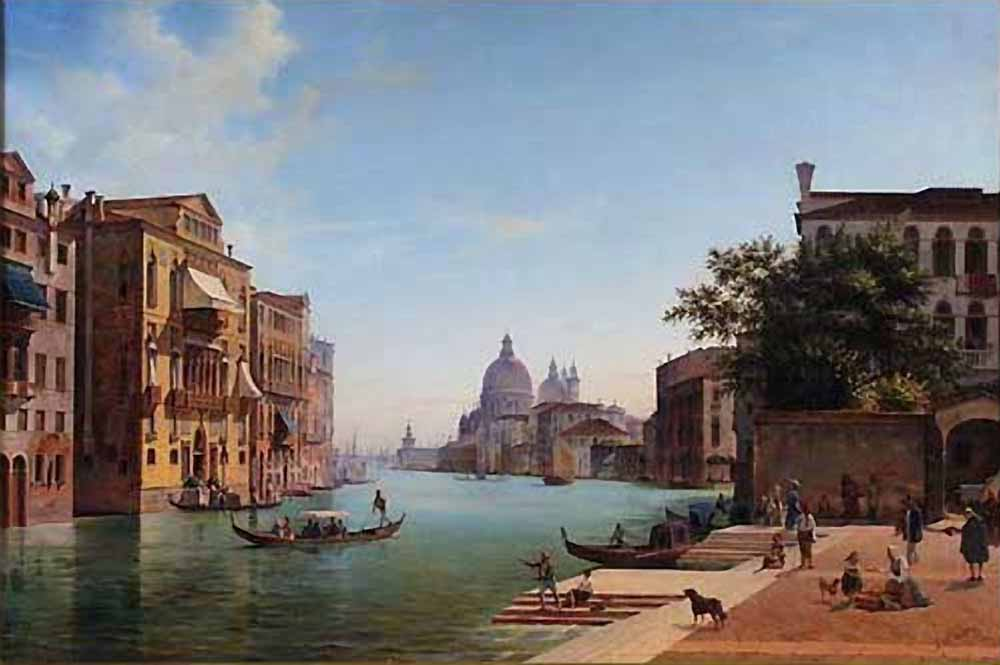
А. И. Иванов-Голубой. Картина «Венеция. Большой канал», 1846
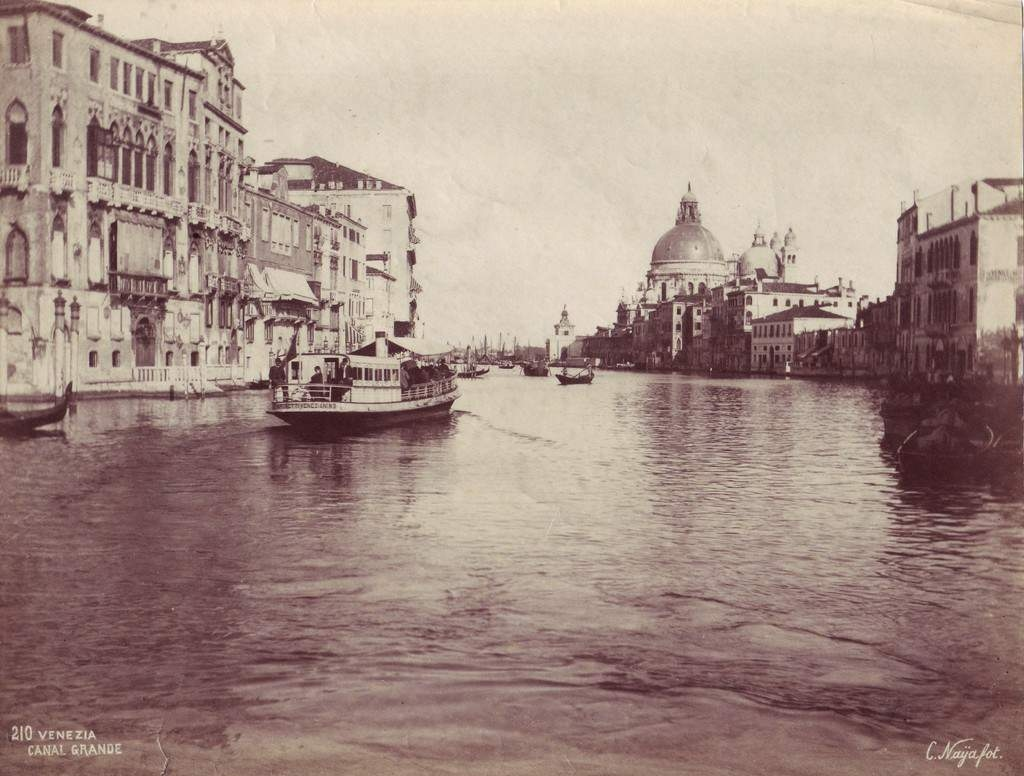
Гранд Канал в 1860-1870 гг., фото C.Naya
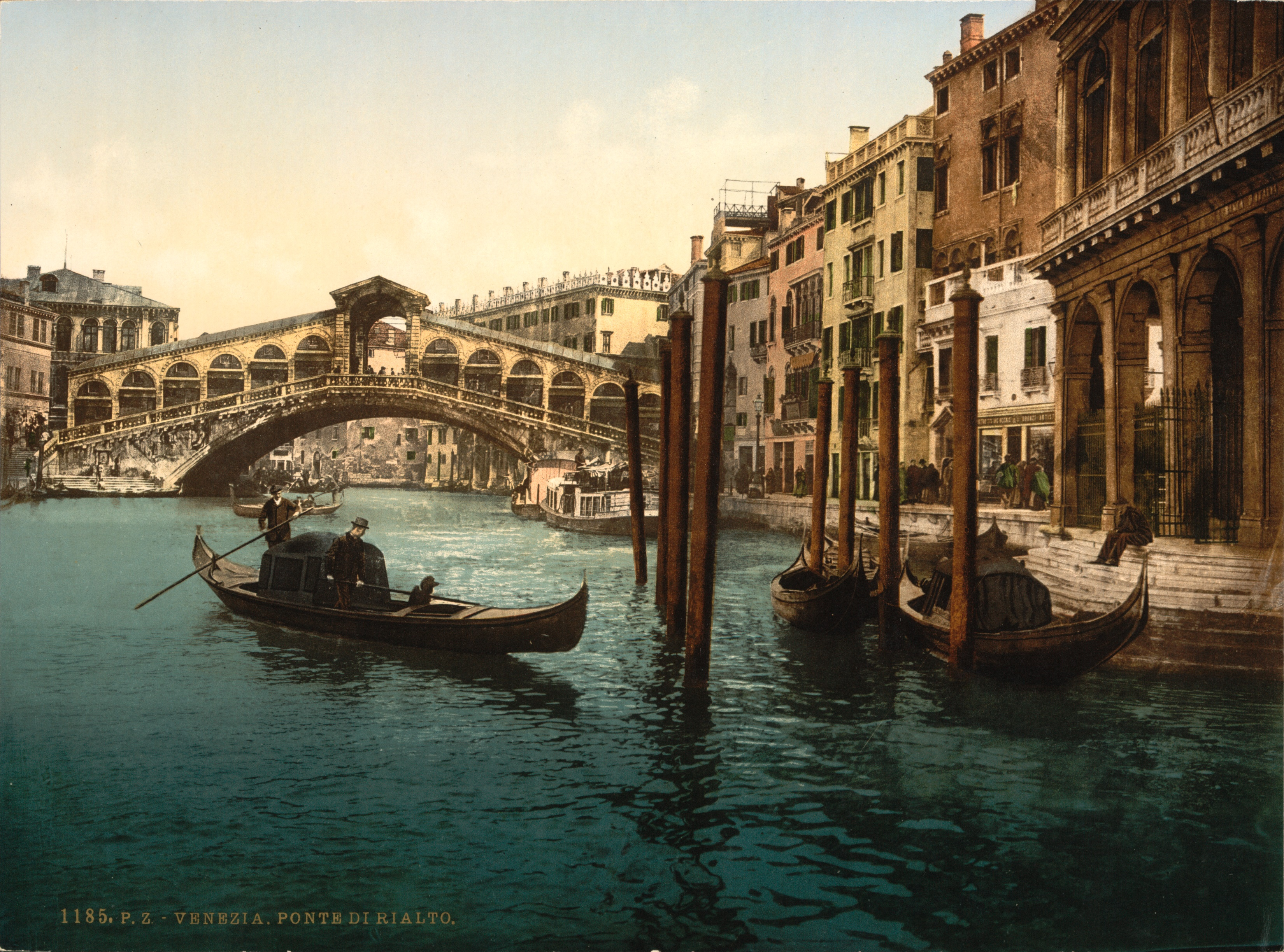
Гранд Канал. Мост Риальто, 1890-е года
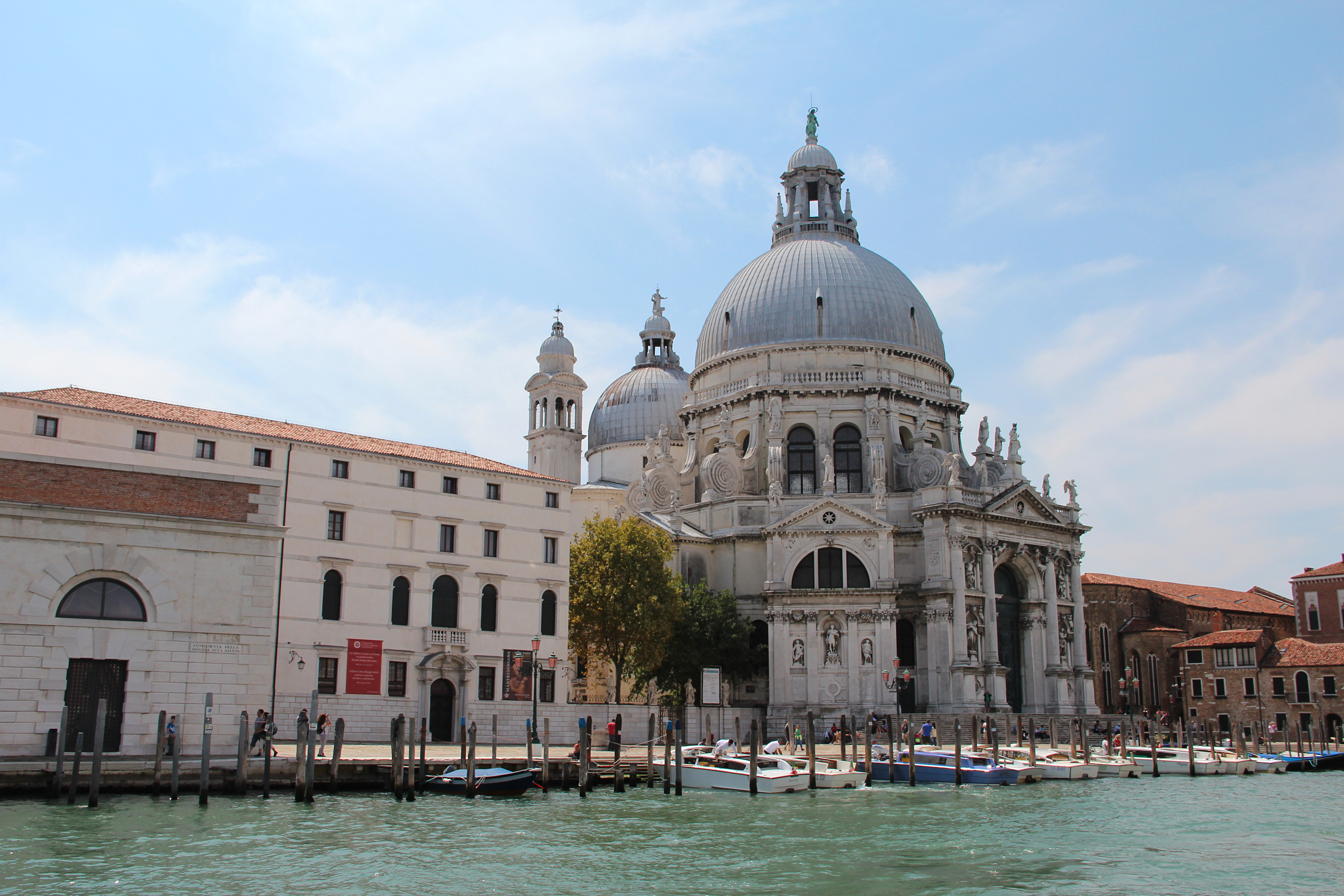
Гранд Канал. Церковь Санта-Мария-делла-Салюте
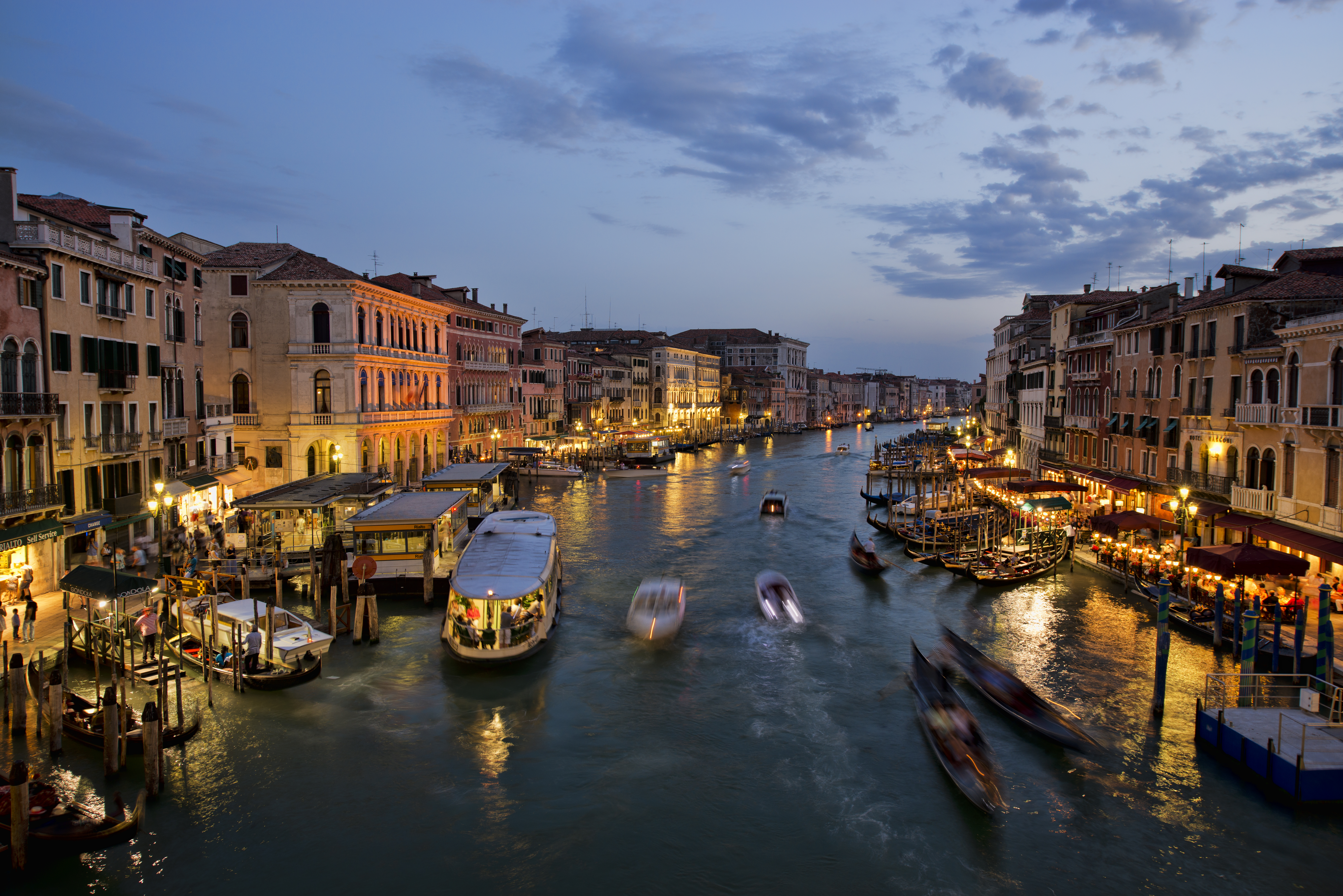
Гранд-канал вечером, 2012
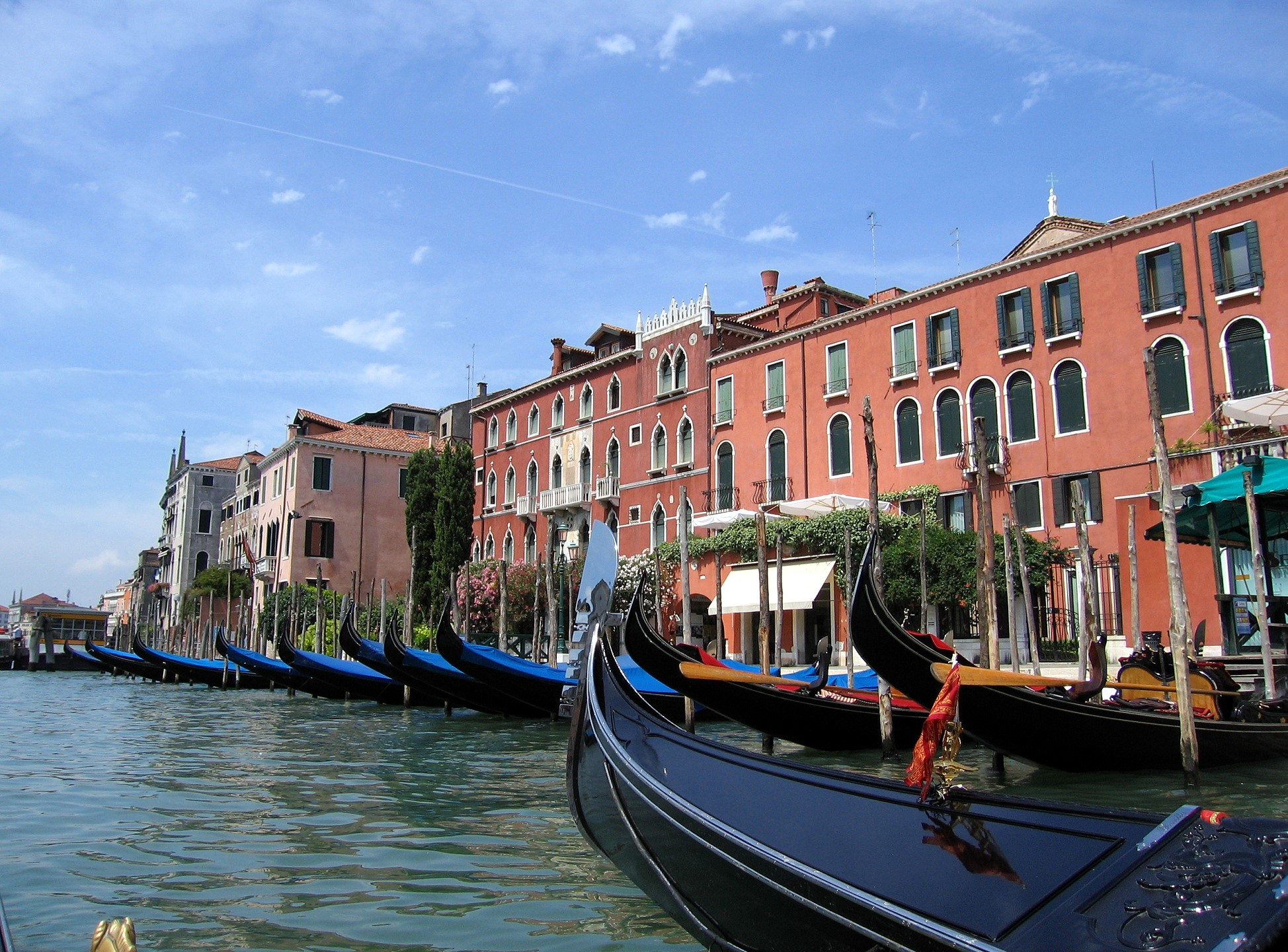
Вид с борта гондолы, 2008 год

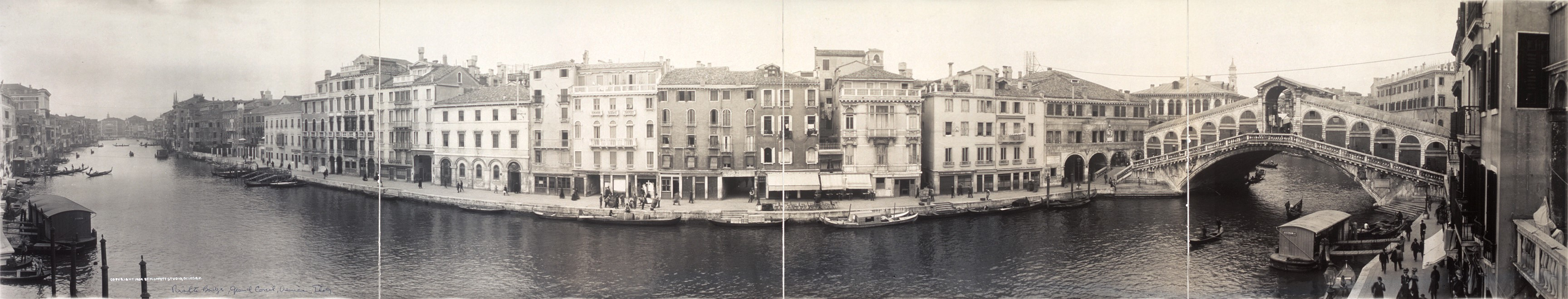
Гранд Канал. Панорама у моста Риальто, 1900-е гг.